# Archer John Porter Martin
Archer John Porter Martin (Londra, 1º marzo 1910 – Llangarron, 28 luglio 2002) è stato un biochimico britannico, inventore (nel 1941) con Richard Laurence Millington Synge, della cromatografia di ripartizione.
Da essa derivò nel 1944, per opera dello stesso Martin e dei collaboratori, la cromatografia su carta da filtro.
La tecnica della cromatografia per ripartizione fruttò a Martin ed a Synge il premio Nobel per la chimica del 1952.
Per cromatografia si intende un insieme di analisi che permettono, utilizzando determinati fenomeni fisici, di ottenere la separazione di miscugli di sostanze nei loro componenti.

Tale separazione raggiunge limiti di selettività difficilmente eguagliabili e permette di ottenere i componenti di un miscuglio o di identificarli e di dosarli.
Martin si laureò all'Università di Cambridge nel 1932, poi si impegnò per alcune industrie private compiendo ricerche sulla vitamina E, sulla lana e su alcuni farmaci.
Nel 1948 entrò all'Istituto Lister di medicina preventiva e successivamente all'istituto nazionale di ricerche mediche divenendone capo della divisione di chimica fisica.
Nel 1959 fu insignito della Medaglia John Price Wetherill e nel 1963 della Medaglia Leverhulme.